# THE LAST SONG (X JAPAN의 노래)
〈THE LAST SONG〉은 엑스 재팬의 17번째의 싱글이다. 1998년 3월 18일 발매되었다.

## 설명
엑스 재팬의 해체 후에 발매된 싱글이다. 앨범 재킷은 “THE LAST LIVE~최후의 밤~”의 “Forever Love” 연주 중 얼싸안는 요시키와 토시의 사진으로 이루어져 있다.
해산 결정 후, 레코드 회사 측의 요청에 의해 요시키가 작곡했다.
1997년 12월 31일 도쿄돔에서 열린 “THE LAST LIVE~최후의 밤~”의 앵콜부분 마지막 부분에 연주되었다.
2008년 3월 28일, 부활 라이브 “공격 재개 2008 I.V. ~파멸을 향하여~”의 첫 부분에 연주되기도 하였다. 이는 요시키가 “엑스 재팬이 다시 모여 콘서트를 한다면, THE LAST SONG을 먼저 선보이고 싶다”는 희망에서 비롯되었다.

## 수록곡
1. THE LAST SONG  (요시키 작사·곡)